# Донле
Донле (фр. Donnelay) насеље је и општина у североисточној Француској у региону Лорена, у департману Мозел која припада префектури Шато Сален.
По подацима из 2011. године у општини је живело 197 становника, а густина насељености је износила 15,13 становника/km². Општина се простире на површини од 13,02 km². Налази се на средњој надморској висини од 222 метара (максималној 259 m, а минималној 206 m).

## Демографија
| 1962. | 1968. | 1975. | 1982. | 1990. | 1999. | 2011. |
| ----- | ----- | ----- | ----- | ----- | ----- | ----- |
| 252   | 280   | 264   | 216   | 216   | 218   | 197   |

График промене броја становника у току последњих година